# Puchar Europy Mistrzów Klubowych (1972/1973)
XVIII Puchar Europy Mistrzów Klubowych 1972/1973

(ang. European Champion Clubs’ Cup)

## I runda
| Real Madryt – ÍBK Keflavík 3:0 i 1:0 1 13.09 1972 1:0 Santillana 15, 2:0 Santillana 29, 3:0 Grande 90 2 27.09 1972 1:0 Verdugo 90 (mecz w Reykjaviku)                                                                                               |
| RSC Anderlecht – Vejle BK 4:2 i 3:0 1 13.09 1972 1:0 Ejderstedt 9, 2:0 Rensenbrink 59, 3:0 Rensenbrink 61, 3:1 Finn Johansen 64k, 3:2 Finn Johansen 67, 4:2 van Himst 85 2 27.09 1972 1:0 Wolters 61, 2:0 Rensenbrink 85, 3:0 Rensenbrink 87        |
| Újpest – FC Basel 2:0 i 2:3 1 13.09 1972 1:0 Horváth 57, 2:0 Zámbó 60 2 27.09 1972 1:0 Bene 46, 1:1 Hasler 65, 1:2 Balmer 75, 1:3 Balmer 83, 2:3 Bene 89                                                                                            |
| Celtic F.C. – Rosenborg BK 2:1 i 3:1 1 13.09 1972 1:0 Macari 15, 2:0 Deans 45, 2:1 Wirkola 55 2 27.09 1972 0:1 Christiansen 38, 1:1 Macari 55, 2:1 Hood 83, 3:1 Macari 88                                                                           |
| Galatasaray SK – Bayern Monachium 1:1 i 0:6 1 13.09 1972 1:0 Bülent 55, 1:1 G.Müller 66 2 27.09 1972 0:1 G.Müller 14, 0:2 U.Hoeness 29, 0:3 Schneider 35, 0:4 Beckenbauer 76k, 0:5 G.Müller 78, 0:6 Roth 88                                         |
| Olympique Marsylia – Juventus F.C. 1:0 i 0:3 1 13.09 1972 1:0 Bonnel 52 (mecz w Lyonie) 2 27.09 1972 0:1 Bettega 4, 0:2 Bettega 37, 0:3 Haller 44                                                                                                   |
| Malmö FF – SL Benfica 1:0 i 1:4 1 13.09 1972 1:0 Bo Larsson 11 2 27.09 1972 0:1 Jordâo 24, 0:2 Simôes 29, 0:3 Eusebio 43k, 0:4 Eusebio 60, 1:4 Tapper 89k                                                                                           |
| SSW Innsbruck – Dynamo Kijów 0:1 i 0:2 1 13.09 1972 0:1 Puzacz 89 2 27.09 1972 0:1 Puzacz 25, Damin 63 |
| CSKA Sofia – Panathinaikos AO 2:1 i 2:0 1 13.09 1972 1:0 Kolew 25, 1:1 Veron 59, 2:1 Stankow 71 2 26.10 1972 1:0 Żekow 5, 2:0 Stankow 46 |
| Sliema Wanderers – Górnik Zabrze 0:5 i 0:5 1 13.09 1972 0:1 Lubański 25, 0:2 Lubański 27, 0:3 Lubański 39, 0:4 Banaś 82, 0:5 Wilczek 87 2 27.09 1972 0:1 Szołtysik 1, 0:2 Lubański 31, 0:3 Szarmach 62, 0:4 Oślizło 67, 0:5 Szarmach 90             |
| 1. FC Magdeburg – Turun Palloseura 6:0 i 3:1 1 13.09 1972 1:0 Mewes 5, 2:0 Pommerenke 24, 3:0 Seguin 30, 4:0 Sparwasser 45, 5:0 Sparwasser 58, 6:0 Jalonen 72s 2 27.09 1972 1:0 Sparwasser 52, 1:1 Toivola 73, 2:1 Pommerenke 79, 3:1 Sparwasser 87 |
| Aris Bonnevoie – Argeș Pitești 0:2 i 0:4 1 13.09 1972 0:1 Troi 58, 0:2 Dobrin 89 (mecz w Luksemburgu) 2 27.09 1972 0:1 Dobrin 4, 0:2 Radu 14, 0:3 Radu 28, 0:4 Dobrin 47 pierwszy mecz w Luksemburgu                                                |
| Derby County – FK Željezničar 2:0 i 2:1 1 13.09 1972 1:0 McFarland 38, 2:0 Gemmill 53 2 27.09 1972 1:0 Hinton 9, 2:0 O’Hare 15, 2:1 Sprečo 60 |
| Waterford – Omonia Nikozja 2:1 i 0:2 1 13.09 1972 1:0 Hale 4, 2:0 Hale 10, 2:1 Rofides 79 2 27.09 1972 0:1 Chelebis 18, 0:2 Chelebis 63 |
| Wolny los: AFC Ajax, Spartak Trnawa |

## II runda
| Bayern Monachium – Omonia Nikozja 9:0 i 4:0 1 24.10 1972 1:0 G.Müller 14, 2:0 Hoeness 25, 3:0 G.Müller 37, 4:0 Roth 42, 5:0 G.Müller 54, 6:0 Schneider 69, 7:0 G.Müller 73, 8:0 G.Müller 74, 9:0 Schneider 82 2 26.10 1972 1:0 Roth 29, 2:0 G.Müller 42, 3:0 W.Hoffmann 50, 4:0 G.Müller 66 (mecz w Augsburgu) |
| Spartak Trnawa – RSC Anderlecht 1:0 i 1:0 1 25.10 1972 1:0 Kabat 46 2 08.11 1972 1:0 Masrna 88 |
| Derby County – SL Benfica 3:0 i 0:0 1 25.10 1972 1:0 McFarland 7, 2:0 Hector 8, 3:0 McGovern 39 2 08.11 1972 |
| Celtic F.C. – Újpest 2:1 i 0:3 1 25.10 1972 0:1 Bene 38, 1:1 Dalglish 60, 2:1 Dalglish 75 2 08.11 1972 0:1 Bene 7, 0:2 Fazekas 15k, 0:3 Bene 24 |
| Dynamo Kijów – Górnik Zabrze 2:0 i 1:2 1 25.10 1972 1:0 Muntjan 60k, 2:0 Puzacz 78 2 08.11 1972 1:0 Błochin 25, 1:1 Lubański 30, 1:2 Gorgoń 62 |
| Juventus F.C. – 1. FC Magdeburg 1:0 i 1:0 1 25.10 1972 1:0 Anastasi 66 2 08.11 1972 1:0 Cuccureddu 51 |
| Argeș Pitești – Real Madryt 2:1 i 1:3 1 25.10 1972 1:0 Dobrin 25k, 1:1 Anzarda 42, 2:1 Prapurege 65 2 09.11 1972 0:1 Santillana 18, 1:1 Radu 43, 1:2 Grande 47, 1:3 Santillana 87 |
| CSKA Sofia – AFC Ajax 1:3 i 0:3 1 08.11 1972 0:1 Swart 12, 1:1 Żekow 27, 1:2 Keizer 32, 1:3 Haan 52 2 29.11 1972 0:1 Cruyff 18, 0:2 Blankenburg 43, 0:3 Cruijff 76 |

## 1/4 finału
| Juventus F.C. – Újpest 0:0 i 2:2 1 07.03 1973 2 21.03 1973 0:1 Bene 1, 0:2 A.Tóth 12, 1:2 Altafini 30, 2:2 Anastasi 57                                                |
| Spartak Trnawa – Derby County 1:0 i 0:2 1 07.03 1973 1:0 Horváth 42 2 21.03 1973 0:1 Hector 40, 0:2 Hector 51                                                         |
| Dynamo Kijów – Real Madryt 0:0 i 0:3 1 07.03 1973 (mecz w Odessie) 2 21.03 1973 0:1 Santillana 2, 0:2 Aguilar 35, 0:3 Amancio 88                                      |
| AFC Ajax – Bayern Monachium 4:0 i 1:2 1 07.03 1973 1:0 Haan 53, 2:0 G.Mühren 68, 3:0 Haan 69, 4:0 Cruijff 89 2 21.03 1973 1:0 Keizer 8, 1:1 Krol 30s, 1:2 G.Müller 39 |

## 1/2 finału
| Juventus F.C. – Derby County 3:1 i 0:0 1 11.04 1973 1:0 Altafini 28, 1:1 Hector 29, 2:1 Causio 66, 3:1 Altafini 83 2 25.04 1973 |
| AFC Ajax – Real Madryt 2:1 i 1:0 1 11.04 1973 1:0 Hulshoff 67, 2:0 Krol 77, 2:1 Pirri 83 2 25.04 1973 1:0 G.Mühren 51           |

## Finał
| 30 maja 1973 Belgrad Stadion Crvena Zvezda (89 484) AFC Ajax – Juventus F.C. 1:0 (1:0) Sędzia: Milivoje Gugulović (Jugosławia) Bramki: 1:0 Johnny Rep 5 Amsterdamsche Football Club Ajax (trener Stefan Kovacs): Heinz Stuy – Wim Suurbier, Barry Hulshoff, Horst Blankenburg, Ruud Krol, Johan Neeskens, Gerrie Mühren, Arie Haan, Johnny Rep, Johan Cruijff (kapitan), Piet Keizer Juventus Football Club (trener Čestmír Vycpálek): Dino Zoff – Sandro Salvadore, Gianpiero Marchetti, Francesco Morini, Silvio Longobucco, Franco Causio (57 Antonello Cuccureddu), Giuseppe Furino, Fabio Capello, José Altafini, Pietro Anastasi, Roberto Bettega (49 Helmut Haller) |